# Ротман (лунный кратер)
Кратер Ротман (лат. Rothmann) — крупный молодой ударный кратер в южном полушарии видимой стороны Луны. Название присвоено в честь немецкого астронома Христофа Ротмана (неизв. — 1600)  и  утверждено Международным астрономическим союзом в 1935 г. Образование кратера относится к эратосфенскому периоду.

## Описание кратера

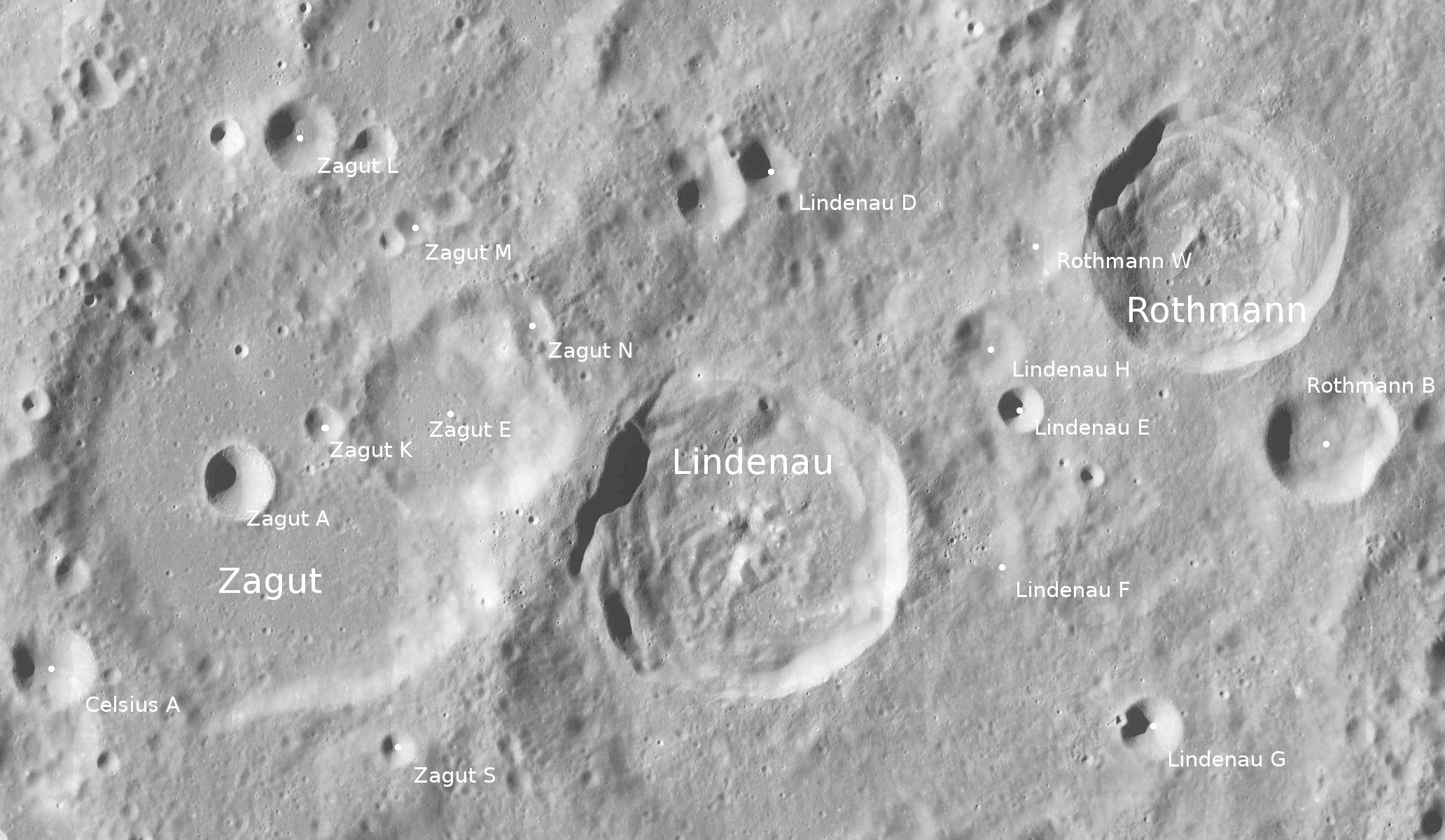
Окрестности кратера Ротман. Снимок зонда Lunar Reconnaissance Orbiter.

Ближайшими соседями кратера Ротман являются кратер Линденау на западе-юго-западе; кратер Пикколомини на востоке-северо-востоке и кратер Штеберль на юго-востоке. На севере-северо-западе от кратера расположен уступ Алтай. Селенографические координаты центра кратера 30°49′ ю. ш. 27°42′ в. д. / 30,81° ю. ш. 27,7° в. д., диаметр 41,7 км, глубина 4220 м.
Кратер имеет близкую к циркулярную форму с небольшой впадиной в северо-западной части и практически не разрушен. Вал с четко очерченной кромкой за исключением сглаженной северо-восточной части. Внутренний склон вала террасовидной структуры, со следами обрушения. Высота вала над окружающей местностью достигает 1050 м, объем кратера составляет приблизительно 1300 км³. Дно чаши пересеченное, за исключением сравнительно ровной области в южной части. В центре чаши расположено поднятие местности с двумя короткими радиально отходящими хребтами.

## Сателлитные кратеры
| Ротман | Координаты                                            | Диаметр, км |
| ------ | ----------------------------------------------------- | ----------- |
| A      | 29°28′ ю. ш. 27°35′ в. д. / 29,46° ю. ш. 27,59° в. д. | 7,4         |
| B      | 31°49′ ю. ш. 28°25′ в. д. / 31,82° ю. ш. 28,42° в. д. | 21,3        |
| C      | 28°38′ ю. ш. 25°01′ в. д. / 28,64° ю. ш. 25,01° в. д. | 17,9        |
| D      | 28°58′ ю. ш. 22°47′ в. д. / 28,97° ю. ш. 22,78° в. д. | 12,9        |
| E      | 32°56′ ю. ш. 29°11′ в. д. / 32,94° ю. ш. 29,19° в. д. | 9,6         |
| F      | 29°11′ ю. ш. 28°01′ в. д. / 29,19° ю. ш. 28,01° в. д. | 6,5         |
| G      | 28°23′ ю. ш. 24°23′ в. д. / 28,39° ю. ш. 24,39° в. д. | 92,0        |
| H      | 29°10′ ю. ш. 25°24′ в. д. / 29,16° ю. ш. 25,4° в. д.  | 11,2        |
| J      | 29°23′ ю. ш. 25°44′ в. д. / 29,39° ю. ш. 25,73° в. д. | 6,9         |
| K      | 28°52′ ю. ш. 24°22′ в. д. / 28,86° ю. ш. 24,36° в. д. | 5,2         |
| L      | 29°13′ ю. ш. 28°40′ в. д. / 29,22° ю. ш. 28,67° в. д. | 13,2        |
| M      | 31°14′ ю. ш. 29°50′ в. д. / 31,24° ю. ш. 29,84° в. д. | 16,4        |
| W      | 30°52′ ю. ш. 26°34′ в. д. / 30,87° ю. ш. 26,57° в. д. | 10,4        |

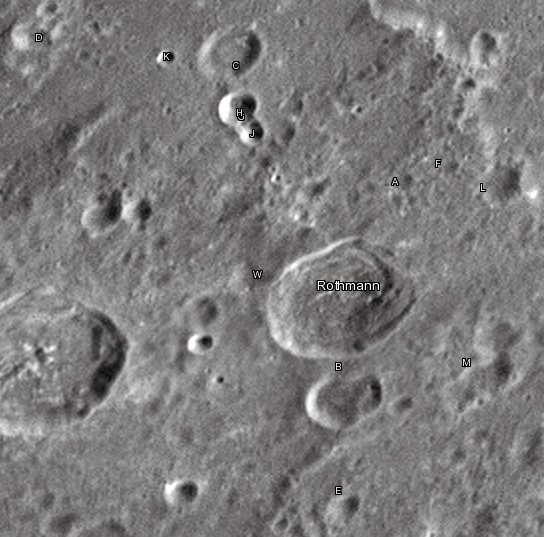
Снимок Девида Кемпбелла.

- Образование сателлитного кратера Ротман G относится к донектарскому периоду[1].

## См.также
- Список кратеров на Луне
- Лунный кратер
- Морфологический каталог кратеров Луны
- Планетная номенклатура
- Селенография
- Минералогия Луны
- Геология Луны
- Поздняя тяжёлая бомбардировка